# Наполеон (Мічиган)
Наполеон (англ. Napoleon) — переписна місцевість (CDP) в США, в окрузі Джексон штату Мічиган. Населення — 1131 особа (2020).

## Географія
Наполеон розташований за координатами 42°9′53″ пн. ш. 84°14′33″ зх. д. / 42.16472° пн. ш. 84.24250° зх. д. (42.164697, -84.242364).  За даними Бюро перепису населення США в 2010 році переписна місцевість мала площу 6,85 км², з яких 6,79 км² — суходіл та 0,06 км² — водойми.

## Демографія
Згідно з переписом 2010 року, у переписній місцевості мешкало 1258 осіб у 475 домогосподарствах у складі 328 родин. Густота населення становила 184 особи/км².  Було 530 помешкань (77/км²).
Расовий склад населення:
| - 96,2 % — білих - 0,4 % — корінних американців - 0,3 % — чорних або афроамериканців - 0,2 % — вихідців з тихоокеанських островів - 0,1 % — азіатів |

До двох чи більше рас належало 2,6 %. Частка іспаномовних становила 1,7 % від усіх жителів.
За віковим діапазоном населення розподілялося таким чином: 27,2 % — особи молодші 18 років, 60,3 % — особи у віці 18—64 років, 12,5 % — особи у віці 65 років та старші. Медіана віку мешканця становила 37,3 року. На 100 осіб жіночої статі у переписній місцевості припадало 99,1 чоловіків;  на 100 жінок у віці від 18 років та старших — 99,1 чоловіків також старших 18 років.
Середній дохід на одне домашнє господарство  становив 53 282 долари США (медіана — 52 212), а середній дохід на одну сім'ю — 52 622 долари (медіана — 52 212). За межею бідності перебувало 9,9 % осіб, у тому числі 18,1 % дітей у віці до 18 років та 0,0 % осіб у віці 65 років та старших.
Цивільне працевлаштоване населення становило 498 осіб. Основні галузі зайнятості: виробництво — 29,3 %, освіта, охорона здоров'я та соціальна допомога — 27,5 %, мистецтво, розваги та відпочинок — 16,7 %, будівництво — 10,8 %.